# Pierre Haski

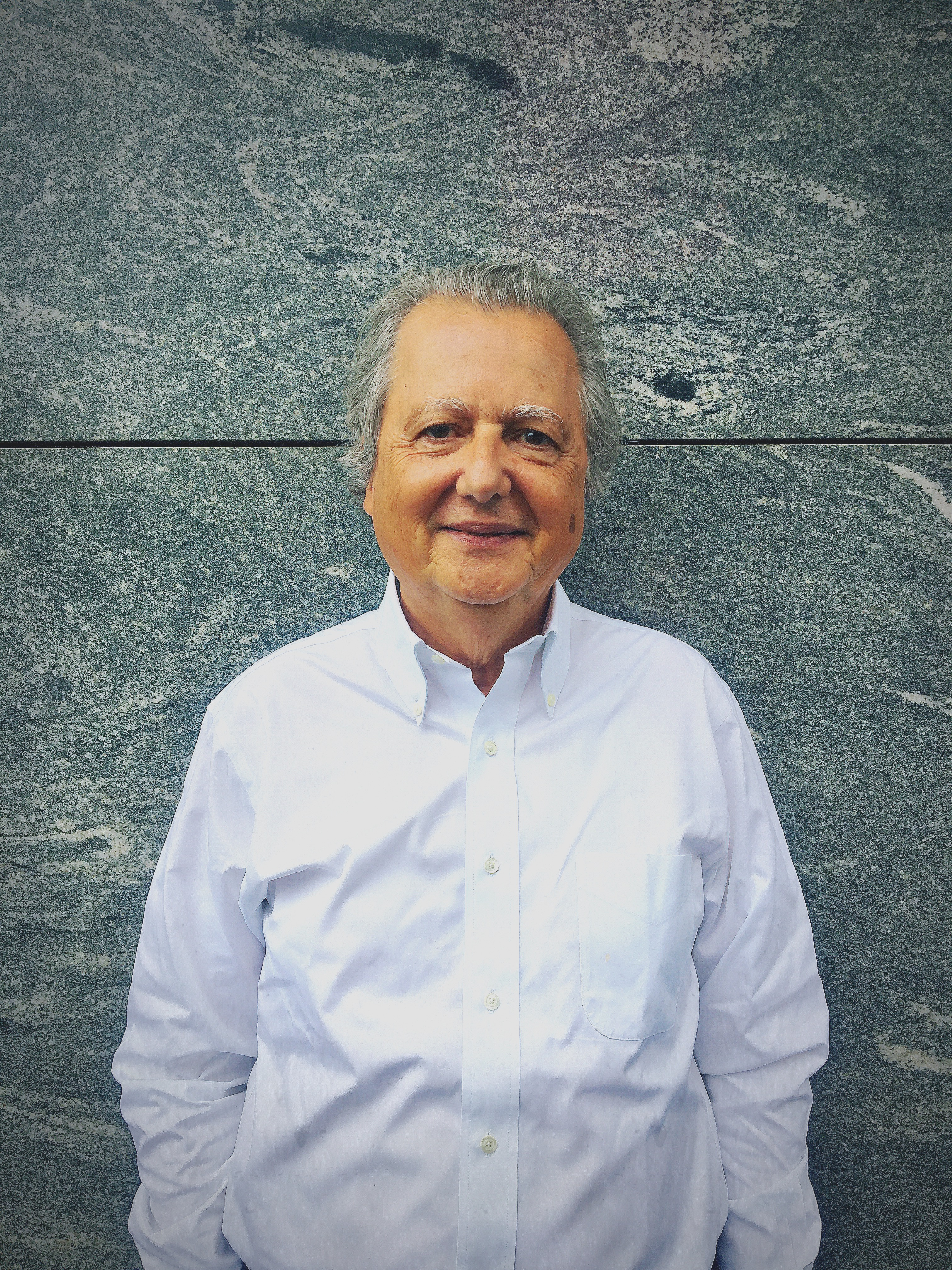
Pierre Haski, 2021

Pierre Haski (* 8. April 1953 in Tunis, Tunesien) ist ein französischer Journalist, Mitbegründer und Mitarbeiter des Internetmagazins Rue 89.

## Leben und Wirken
Seinen Abschluss als Journalist machte Pierre Haski 1974 am Centre de formation des journalistes (CFJ) in Paris. Danach war er Journalist bei Agence France-Presse. Ab 1974 bis 1980 war er für diese als Korrespondent in Südafrika tätig.
1981 ging er zur Tageszeitung Libération und arbeitete dort für das internationale Ressort, vor allem für  Afrika, danach war er für das Ressort Diplomatie zuständig. 1993 ging er als Korrespondent für die Libération nach Jerusalem. 1995 zurück in Paris, arbeitete er als Chef der internationalen Abteilung und Chefredakteur. 2000 schickte ihn die Libération nach Peking, wo er fünf Jahre blieb und den Blog Mon journal de Chine (‚Mein chinesisches Tagebuch‘) führte. Dieser Blog wurde wegen seiner von ihm geführten offenen Berichterstattung von der chinesischen Regierung im Internet blockiert. Von Januar 2006 bis 2007 war er stellvertretender Redaktionsleiter bei der Libération.
2007 gründete er das Internetmagazin Rue89 mit Arnaud Aubron, Michel Lévy-Provençal, Laurant Mauriac und Pascal Riché.
Seit September 2007 ist er dienstags und donnerstags ab 7:45 Uhr morgens als Europa-Berichterstatter im Internet präsent.
Am 27. Juni 2017 wurde Haski für ein Jahr zum Präsidenten von Reporter ohne Grenzen gewählt.

## Schriften (Auswahl)
- L’Afrique blanche. Histoire et enjeux de L’apartheid. Le Seuil, Paris 1987, ISBN 2-02-009446-0.
- Israël. Une histoire mouvementée. Neuaufl. Milan, Toulouse 2006, ISBN 2-7459-2130-4.
- David Gryn (Ben Gourion). Édition Autrement, Paris 1997, ISBN 2-8626-0803-3.
- Le journal de Ma Yan. La vie quotidiènne d’une écolière chinoise. Ramsay, Paris 2001, ISBN 2-84114-620-0.
- Ma Yan et ses sœurs. La vie de filles en Chine. Ramsay, Paris 2004, ISBN 2-84114-684-7.
- Internet et la Chine. Seuil, Paris 2008, ISBN 978-2-02-097131-7.
- Cinq ans de Chine. Chronique d’une Chine en ébullition. Éditions les Arènes, Paris 2006, ISBN 2-35204-006-X.
- Une terre doublement promise. Israël-Palestine : un siècle de conflict. Éditions Stock, Paris 2024, ISBN 978-22-340-9708-7.